# Boscia angustifolia
Boscia angustifolia är en kaprisväxtart som beskrevs av Achille Richard. Boscia angustifolia ingår i släktet Boscia och familjen kaprisväxter. Utöver nominatformen finns också underarten B. a. corymbosa.

## Bildgalleri

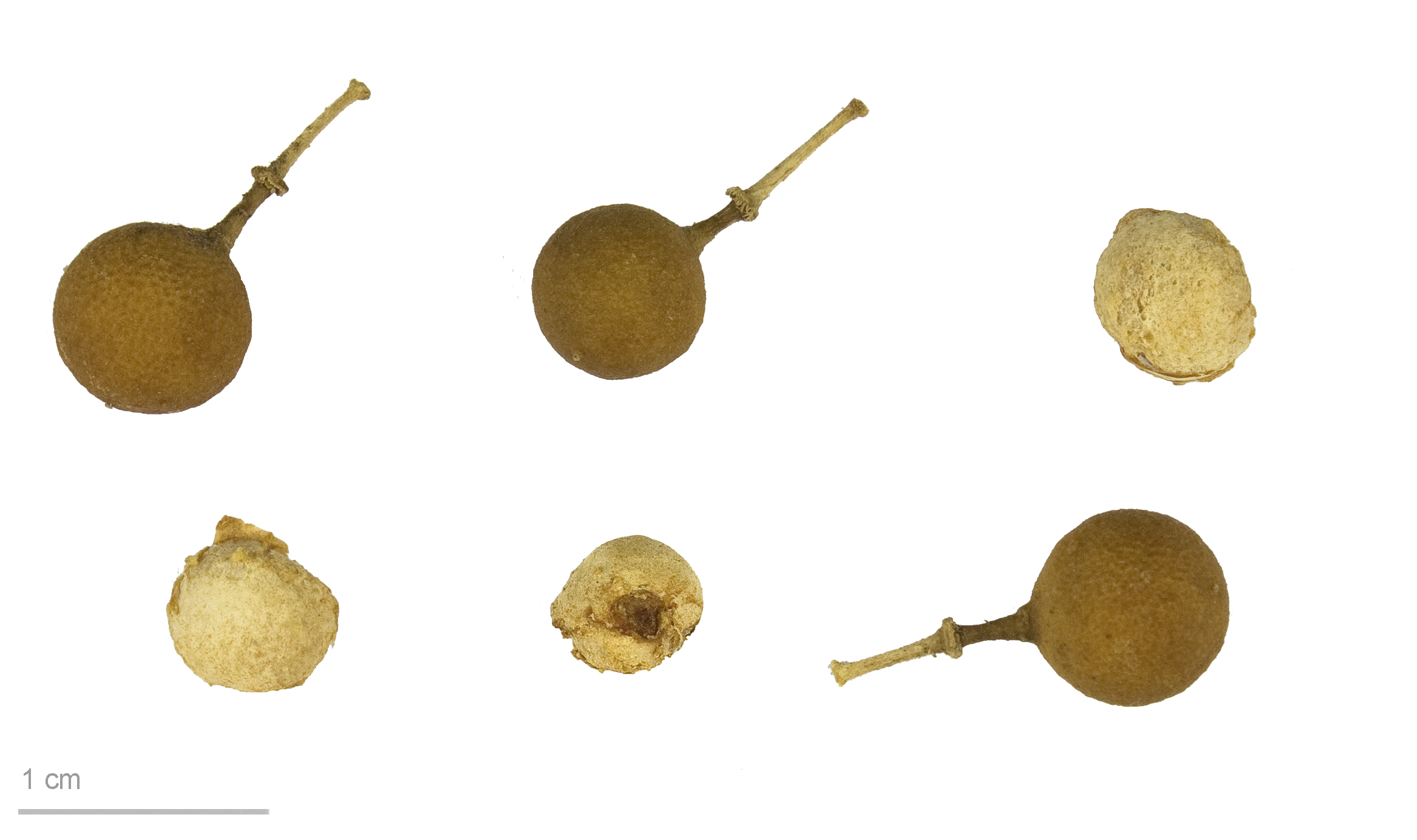